# The Day Is My Enemy
The Day Is My Enemy es el sexto álbum de estudio del grupo británico de música electrónica The Prodigy. Es el seguimiento del álbum Invaders Must Die, y fue lanzado el 30 de marzo de 2015 (y para los países de lanzamientos de viernes fue el 27 de marzo de 2015). El álbum será lanzado por Three Six Zero Music/Warner Bros. Records en los Estados Unidos. El primer sencillo, "Nasty", fue anunciado en las páginas de la banda de Instagram y Facebook el 29 de diciembre de 2014.
El título del álbum es una referencia a la canción de Cole Porter "All Through the Night", en particular, su letra "The day is my enemy, the night my fave" (el día es mi enemigo, la noche mi favorita), aunque es la versión de Ella Fitzgerald que inspiró el título. El 26 de enero de 2015, la banda lanzó el audio oficial de la canción "The Day Is My Enemy" en su canal oficial de YouTube. El 23 de febrero de 2015, la banda lanzó el video musical oficial del tercer sencillo "Wild Frontier".
La canción "Ibiza" (con Sleaford Mods) es una crítica de la cultura DJ superestrella. Howlett explicó que "hicimos un concierto en Ibiza, y yo no soy un gran fan del lugar, pero no es un ataque a la isla, es un ataque a estos putos comodines descerebrados que llegan en sus aviones privados, tiran un cable USB de su bolsillo, conectarlo y agitar sus manos en el aire a una mezcla pre-programada".

## Lista de canciones
| N.º | Título                            | Escritor(es)                                                                  | Duración |  |
| 1.  | «The Day Is My Enemy»             | Liam Howlett, Olly Burden, Cole Porter                                        | 4:24     |  |
| 2.  | «Nasty»                           | Howlett, Keith Flint, Tim Hutton, Nigel Halkes                                | 4:03     |  |
| 3.  | «Rebel Radio»                     | Howlett, Simon Fajemisin, Stuart Henshall, Vincent Welch, Paul Frazer, Hutton | 3:52     |  |
| 4.  | «Ibiza» (con Sleaford Mods)       | Howlett, Jason Williamson                                                     | 2:45     |  |
| 5.  | «Destroy»                         | Howlett, Zak H Laycock                                                        | 4:28     |  |
| 6.  | «Wild Frontier»                   | Howlett, Joe Erskine, Luca Gulotta, Hutton, Halkes                            | 4:28     |  |
| 7.  | «Rok-Weiler»                      | Howlett, Flint, Henshall, Welch, Frazer                                       | 3:50     |  |
| 8.  | «Beyond the Deathray»             | Howlett, Neil McLellan                                                        | 3:08     |  |
| 9.  | «Rhythm Bomb» (con Flux Pavilion) | Howlett, Joshua Steele, Cheri Williams, Dwayne Richardson                     | 4:12     |  |
| 10. | «Roadblox»                        | Howlett, Maxim                                                                | 5:00     |  |
| 11. | «Get Your Fight On»               | Howlett, Maxim, Hutton, Erskine, Gulotta, Jari Salo, Paul Malmström, Halkes   | 3:38     |  |
| 12. | «Medicine»                        | Howlett, Mark Hull, Maxim                                                     | 3:56     |  |
| 13. | «Invisible Sun»                   | Howlett                                                                       | 4:16     |  |
| 14. | «Wall of Death»                   | Howlett, Burden, Flint                                                        | 4:04     |  |

Bonus track de iTunes

| Bonus track de iTunes |                      |                                       |          |  |
| N.º                   | Título               | Escritor(es)                          | Duración |  |
| 15.                   | «Rise of the Eagles» | The Eighties Matchbox B-Line Disaster | 3:47     |  |

## Personal
The Prodigy
- Liam Howlett – escritura, producción, teclados, sintetizadores, programación, sampler, mezclado, vocales adicionales (14).
- Keith Flint – vocales (2, 3, 4, 7, 11, 13, 14), escritura (2, 7, 14).
- Maxim – vocales (1, 2, 3, 6, 10, 11, 12, 14), escritura (10, 11, 14).

Personal adicional
- Neil McLellan – escritura (8), coproducción, mezclado, técnico de sonido.
- Martina Topley-Bird – vocales adicionales (1).
- Paul "Dirtcandy" Jackson – vocales adicionales (1).
- Top Secret Drum Corps – tambores adicionales (1).
- Tim Hutton – vocales adicionales (2, 3, 6, 13), escritura (2, 3, 6, 11).
- Simon "Brother Culture" Fajemisin – vocales adicionales (2, 3), escritura (3).
- Black Futures (Stuart Henshall, Vincent Welch, Paul Frazer) – escritura (3, 7), coproducción (7).
- Sleaford Mods (Jason Williamson) – vocales adicionales y escritura (4).
- Zak H Laycock – escritura y producción adicional (5).
- KillSonik (Joe Erskine & Luca Gulotta) – escritura y coproducción (6, 11).
- Rob Holliday – guitarra (7).
- Joshua "Flux Pavilion" Steele – escritura y coproducción (9).
- Mark "YT" Hull – vocales y escritura (12).
- Cole Porter – escritura (1).
- Olly Burden – escritura (1, 14).
- Nick Halkes – escritura (2, 6, 11).
- Cheri Williams – escritura (9).
- Dwayne Richardson – escritura (9).
- Jari Salo – escritura (11).
- Paul Malmström – escritura (11).
- The Eighties Matchbox B-Line Disaster – escritura ("Rise of the Eagles").
- John Davis – masterización (Metropolis Mastering).